# Église Saint-Joseph de Bir Halima
L'église Saint-Joseph de Bir Halima, située dans la ville de Bir Halima en Tunisie, est une église catholique construite avant 1909 pendant le protectorat français. Mise sous séquestre par les autorités tunisiennes en 1961, elle est actuellement abandonnée.

## Historique de l'église
La vente d'une vaste propriété en petits lots à la fin du XIXe siècle est à l'origine de la création du village de Bir Halima. De nombreux Siciliens s'en portent acquéreurs ; dès 1900, une cinquantaine de familles peuplent la petite bourgade.
En 1903, on compte déjà 105 enfants de moins de douze ans en âge d'aller au catéchisme. Un grand propriétaire, M. Ducroquet, décide de construire une église pendant que sa cousine s'occupe du presbytère. Une église à nef unique sans transept est alors édifiée mais l'absence de documents ne permet pas d'en connaître la date.
Dédiée à saint Joseph, la nouvelle église ne reçoit son premier curé qu'en 1909 en la personne de l'abbé Muniglia. Ce dernier part pour Sousse en 1916 et est remplacé par l'abbé Van den Haak, qui part en 1922 sans être remplacé. La paroisse est alors rattachée à celle de Zaghouan et il n'y a plus qu'une messe tous les quinze jours.
|      | Baptêmes | Mariages | Sépultures |
| ---- | -------- | -------- | ---------- |
| 1910 | 30       | 7        | 4          |
| 1920 | 22       | 0        | 0          |
| 1930 | 12       | 1        | 0          |
| 1940 | 13       | 0        | 0          |
| 1950 | 6        | 3        | 3          |
| 1960 | 0        | 2        | 1          |

## Bâtiment après l'indépendance
L'indépendance du pays en 1956 provoque le départ de nombreux Européens vers la France et l'Italie mais la région, essentiellement agricole, est moins touchée que les grandes villes par le départ des fonctionnaires. Au printemps 1961, toutes les propriétés européennes du village sont mises sous séquestre et les occupants sont expulsés dans la journée.
La situation de l'église de Bir Halima est clarifiée par le modus vivendi signé entre le gouvernement tunisien et le Vatican le 10 juillet 1964. Elle est cédée au gouvernement tunisien avec l'assurance qu'elle ne sera utilisée qu'à des fins d'intérêt public compatibles avec son ancienne destination. Elle est désormais abandonnée.

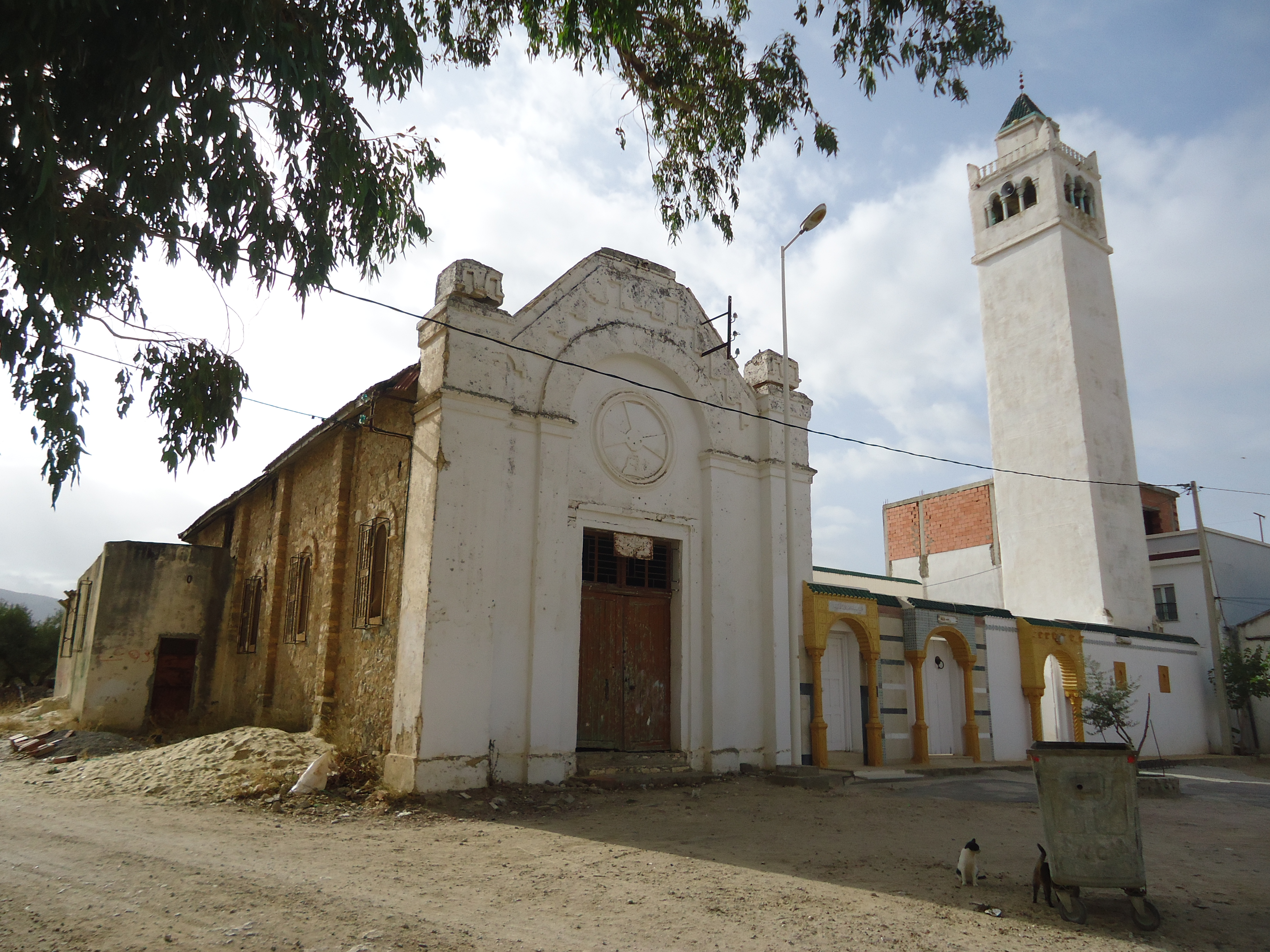
Vue d'ensemble.
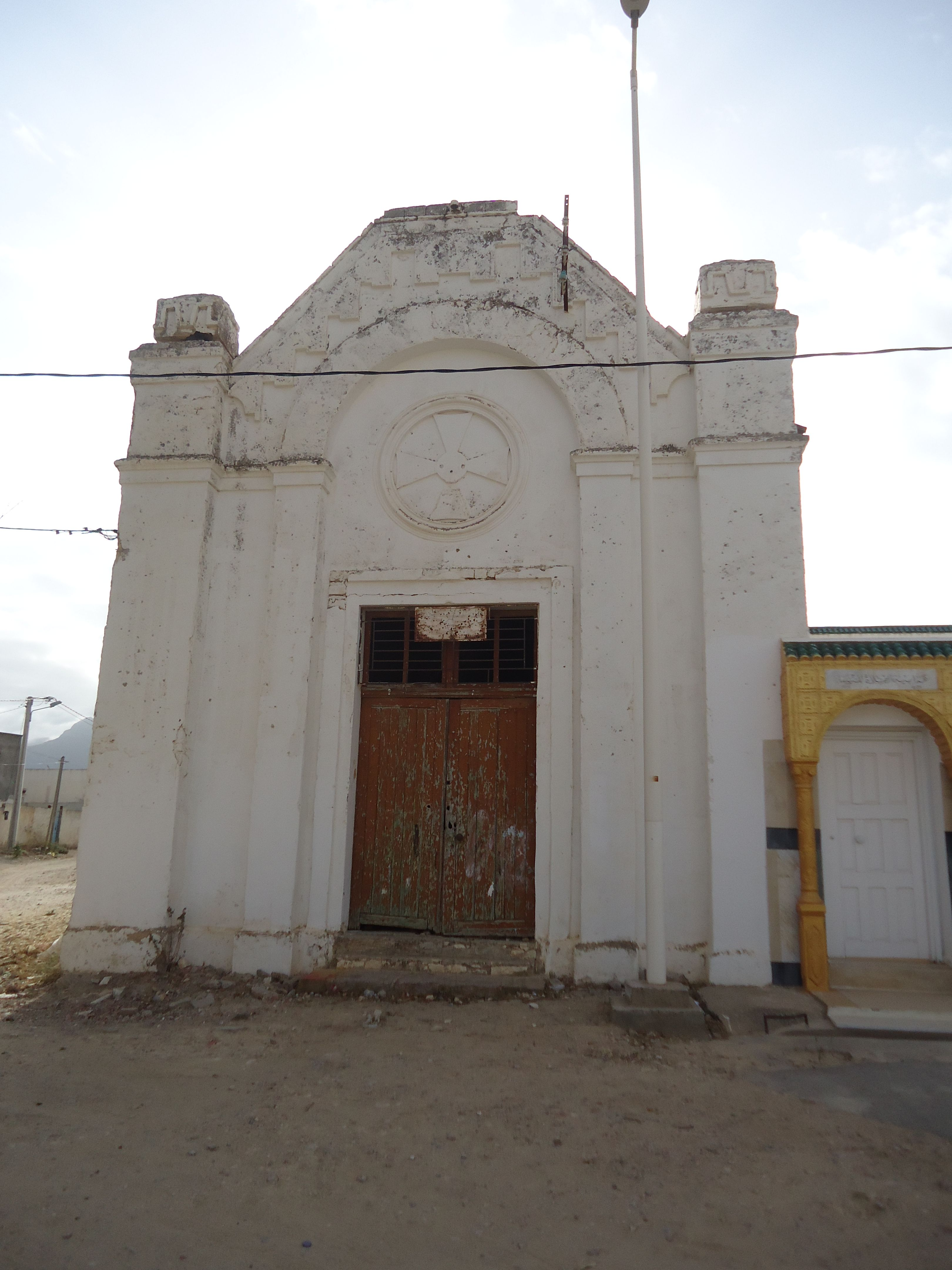
Entrée principale.
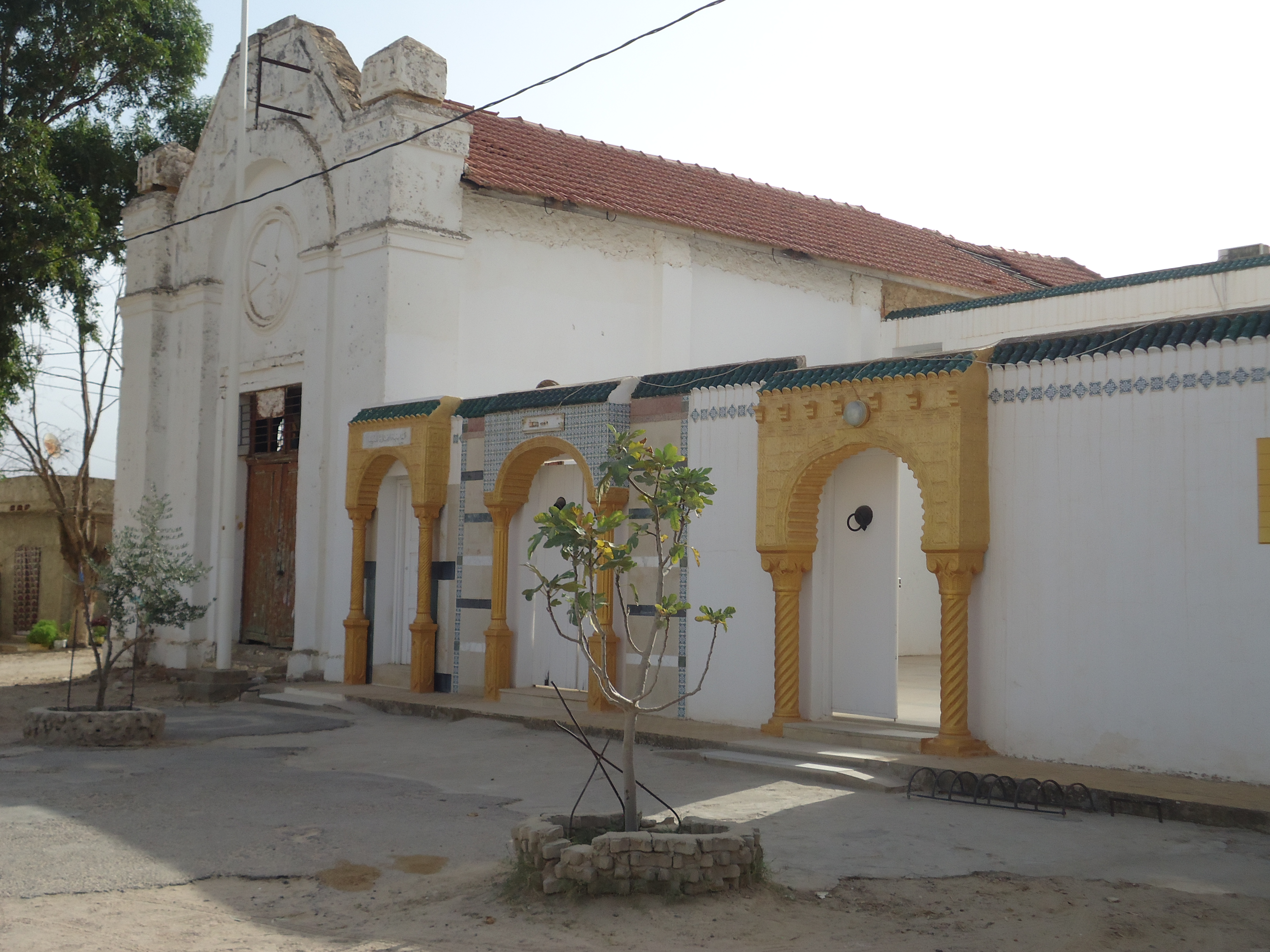
Côté sud-ouest.
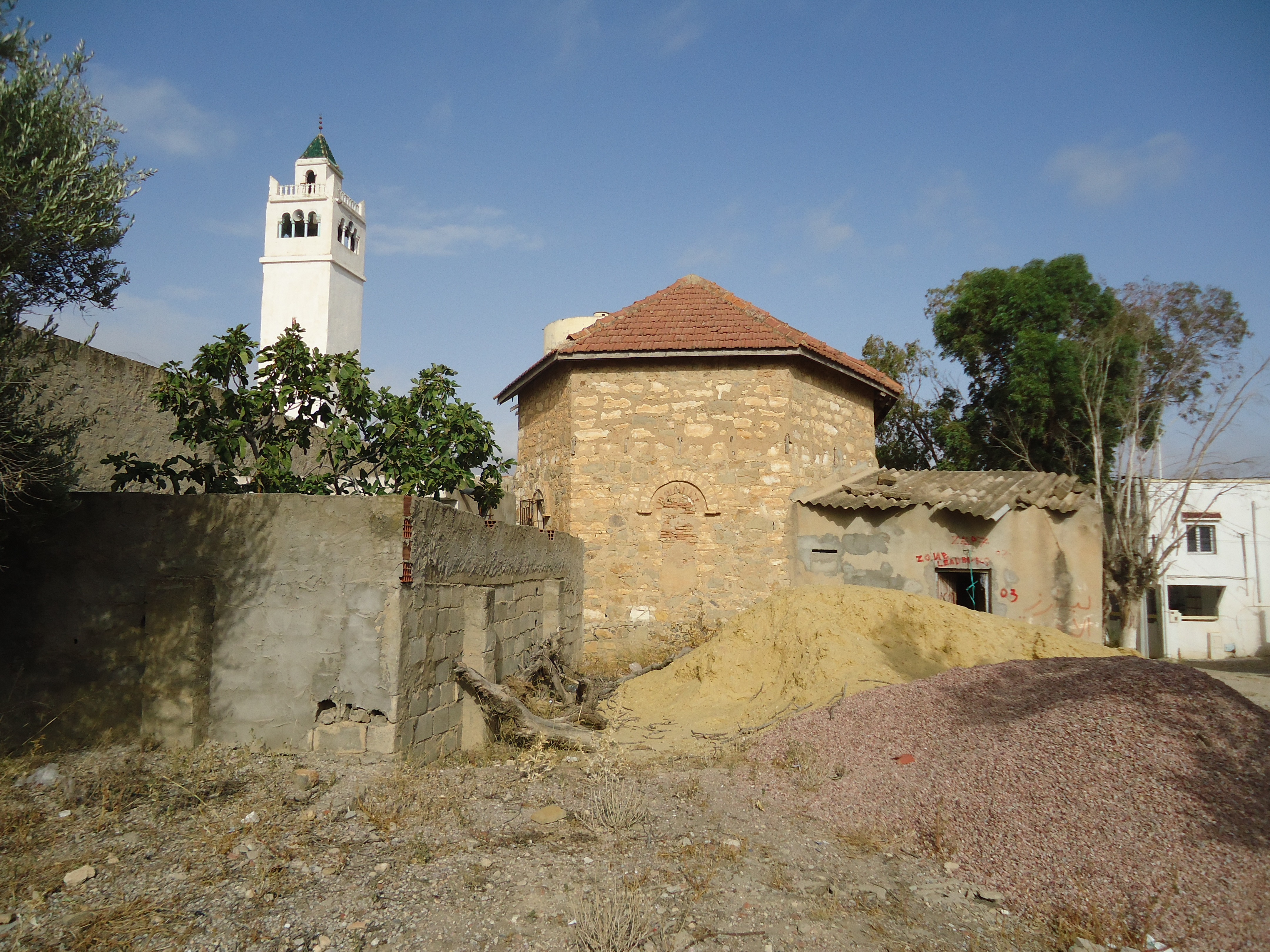
Côté sud-est.